# Mátala
Mátala (en grec moderne : Μάταλα) est une station balnéaire grecque située au sud de la Crète, près du site de Phaistos.

## Historique
Le site était déjà peuplé à l'époque du Néolithique, c'est à cette période que des grottes artificielles ont été creusées dans la falaise de la baie de Mátala.
Durant la période minoenne, Mátala fut le port de la ville de Phaistos. En 220 av. J.-C., le village fut occupé par les Gortyniens puis, durant la période romaine, Mátala leur servit de port. Aux Ier et IIe siècles apr. J.-C., les grottes furent utilisées comme caveaux ; l'une d'entre elles est désormais appelée Brutospeliana en hommage (d'après la légende) au général romain Brutus[réf. souhaitée].
Par la suite, Mátala devint un village de pêcheurs. À présent, le village vit essentiellement du tourisme.
Les grottes servirent de repaires de hippies dans les années 1960 ; la chanteuse canadienne Joni Mitchell immortalisa cette période dans sa chanson « Carey » (1971).

## Évènements
Tous les ans, aux mois de mai/juin, un festival de musique rock seventies/reggae a lieu non loin de la plage. Il s'agit du "Matala Beach Festival".